# Marquaix
Marquaix is een gemeente in het Franse departement Somme (regio Hauts-de-France). De plaats maakt deel uit van het arrondissement Péronne. De gemeente telde 189 inwoners op 1 januari 2022.

## Geografie
De oppervlakte van Marquaix bedraagt 5,29 vierkante kilometer; Op 1 januari 2022 was de bevolkingsdichtheid 35,7 inwoners per km².

## Demografie
Onderstaande figuur toont het verloop van het inwonertal (bron: INSEE-tellingen).

## Notre-Dame de Moyenpont
In het gehucht Hamelet ligt het mariaal heiligdom Notre-Dame de Moyenpont. Hier werd in de achttiende eeuw een oratorium gebouwd voor een mariabeeld dat door een herder in een weide zou zijn gevonden en waaraan mirakels worden toegeschreven. De oorspronkelijke kapel werd vernield in 1917 tijdens de oorlog. In 1926 werd een nieuwe kapel ingewijd en het oorspronkelijke mariabeeld, gekleed in een ruime mantel, kreeg er een plaats aan het altaar.

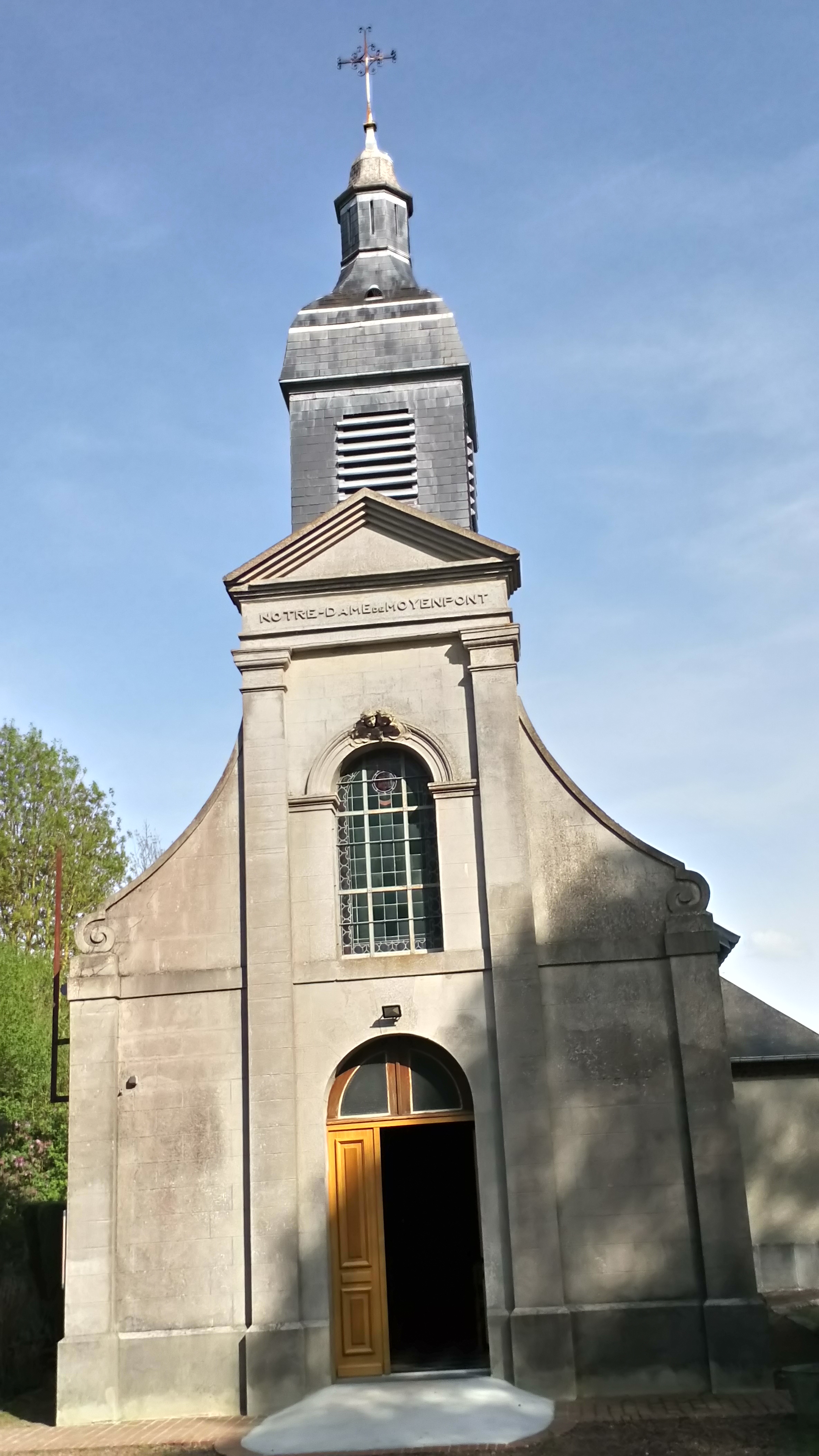
Notre-Dame de Moyenpontkapel